# Coscinia limbata
Coscinia limbata là một loài bướm đêm thuộc phân họ Arctiinae, họ Erebidae.